# 纳瓦尔 (菲律宾)
納瓦爾（英語：Naval）是菲律賓比利蘭省的首府，也是比利蘭省轄下的八個自治市之一。

## 面積
根據菲律賓統計局的數據，納瓦爾的總面積為108.24平方公里（41.79平方英里），佔比利蘭省總面積536.01平方公里（206.95平方英里）的20.19%，使其成為比利蘭省內面積最大的自治市。

## 人口
根據菲律賓官方於2020年所作的人口普查數據顯示：居住於納瓦爾的總人口數量為58,187人。

## 描籠涯
納瓦爾轄下共被分為26個描籠涯。